# Loredana Toma
Loredana Elena Toma (Botoșani, 10 maggio 1995) è una sollevatrice rumena.

## Carriera
Loredana Toma è stata due volte campionessa europea juniores, nella categoria fino a 58 kg, nel 2011 e nel 2012. Agli Europei di Tirana 2013 e di Tel Aviv 2014 ha vinto due medaglie d'argento nella stessa categoria di peso.
Nel 2014, è risultata positiva allo stanozololo dopo un controllo antidoping e pertanto è stata sospesa per due anni dall'IWF, mancando le Olimpiadi di Rio de Janeiro 2016. 
Nel 2017, ha dapprima vinto il titolo europeo nei 63 kg ai campionati di Spalato e poi si è laureata campionessa del mondo, sempre nei 63 kg, ai campionati di Anaheim.

## Palmarès
- Mondiali

Anaheim 2017: oro nei 63 kg
Pattaya 2019: bronzo nei 64 kg
Bogotà 2022: oro nei 71 kg.
- Europei

Tirana 2013: argento nei 58 kg
Tel Aviv 2014: argento nei 58 kg
Spalato 2017: oro nei 63 kg
Bucarest 2018: oro nei 63 kg
Batumi 2019: oro nei 64 kg
Mosca 2021: oro nei 64 kg
Erevan 2023: oro nei 71 kg.
Sofia 2024: oro nei 71 kg.